# Municipio de Ferdinand
El municipio de Ferdinand (en inglés: Ferdinand Township) es un municipio ubicado en el condado de Dubois en el estado estadounidense de Indiana. En el año 2010 tenía una población de 3629 habitantes y una densidad poblacional de 37,52 personas por km².

## Geografía
El municipio de Ferdinand se encuentra ubicado en las coordenadas 38°14′32″N 86°51′9″O / 38.24222, -86.85250. Según la Oficina del Censo de los Estados Unidos, el municipio tiene una superficie total de 96.71 km², de la cual 95,94 km² corresponden a tierra firme y (0,8 %) 0,77 km² es agua.

## Demografía
Según el censo de 2010, había 3629 personas residiendo en el municipio de Ferdinand. La densidad de población era de 37,52 hab./km². De los 3629 habitantes, el municipio de Ferdinand estaba compuesto por el 98,21 % blancos, el 0,08 % eran afroamericanos, el 0,03 % eran amerindios, el 0,19 % eran asiáticos, el 0,72 % eran de otras razas y el 0,77 % eran de una mezcla de razas. Del total de la población el 1,57 % eran hispanos o latinos de cualquier raza.